# Stephen Jay Gould
Stephen Jay Gould (New York, 10 september 1941 – aldaar, 20 mei 2002) was een Amerikaans paleontoloog, geoloog en evolutiebioloog. Bij het grote publiek is hij vooral bekend geworden om zijn essays en populair-wetenschappelijke boeken, met name over evolutie. Goulds belangrijkste bijdrage aan het evolutionaire denken was de theorie van punctuated equilibrium, die hij opstelde samen met Niles Eldredge. In Nederland werd hij ook bekend door zijn deelname aan de televisieseries Een Schitterend Ongeluk (1993) en Van de Schoonheid en de Troost (2000).

## Levensloop
Gould groeide op in een seculier-joods, marxistisch gezin. Op vijfjarige leeftijd bezocht hij het American Museum for Natural History, waar het skelet van een Tyrannosaurus rex een blijvende indruk op hem maakte. Op school kreeg Gould de bijnaam 'fossilface': naast honkbal waren fossielen zijn grote passie.
Als student zette Gould zich in tegen racisme en tegen de Vietnamoorlog. Vanaf 1967 werkte hij aan de Harvard-universiteit, waar hij vanaf 1973 actief was als hoogleraar in de geologie. In deze tijd ontstond een van de leidende thema's uit zijn omvangrijke oeuvre: de volwassenwording van de paleontologie. Gould wilde aantonen dat de paleontologie over een eigen methode beschikte, die onmisbaar was om het proces van macro-evolutie te begrijpen. Centraal voor die methode was de theorie van het punctuated equilibrium, die hij in 1972 samen met zijn voormalige medestudent Niles Eldredge presenteerde. In de jaren 80 raakte Gould verwikkeld in het debat over sociobiologie, waarin hij zich een fel tegenstander toonde van adaptationisme. 
In 1982 werd een zeldzame, bijna altijd fatale, vorm van kanker (mesothelioom aan het buikvlies) bij hem geconstateerd, een ziekte die hij echter overwon. Zijn gevecht met deze ziekte staat beschreven in zijn boek Full House (1996).
In 1992 onderscheidde de Linnean Society of London hem met de Linnean Medal. In 2002 kreeg hij de AIBS Distinguished Scientist Award van de American Institute of Biological Sciences en in 2008 kreeg hij postuum de Darwin-Wallace Medal toegekend.
Het autisme van zijn oudste zoon Jesse inspireerde Gould tot het boek The Mismeasure of Man.
In 2002 overleed hij aan een andere vorm van kanker dan waar hij in 1982 aan leed.

## Essayist
Stephen Jay Gould is onder het grote publiek bekend geworden door de 300 maandelijkse essays die hij vanaf 1974 onafgebroken publiceerde in het tijdschrift Natural History en regelmatig als bundel werden uitgegeven. In zijn werken verdedigde hij de evolutietheorie. Hij bestreed het creationisme en benoemde wetenschap en religie als niet-overlappende terreinen (non-overlapping magisteria of NOMA).
Zijn publicaties riepen soms weerstand op bij andere evolutiebiologen, vooral bij degenen met wie hij eerder ruzie had gehad. Stephen Jay Gould was niet geporteerd van de sociobiologie en de daarvan afgeleide evolutionaire psychologie. Zijn kritiek op de sociobiologie (en de nadruk daarin op de - evolutionaire - selectie van genen), betrof dat hierin naar zijn mening te weinig aandacht was voor selectie op hogere niveaus, onder meer op het niveau van soorten. Verdedigers van de sociobiologie en evolutionaire psychologie als Richard Dawkins, Daniel Dennett en Steven Pinker vielen Gould weer aan, o.a. in The Blind Watchmaker (Dawkins) en Darwin's Dangerous Idea (Dennett). Samen met Richard Lewontin bracht Gould het begrip spandrel (zwik) in zwang voor een eigenschap van een organisme waar niet op geselecteerd wordt, maar dat een noodzakelijk gevolg is van andere eigenschappen.
In zijn boek Wonderful Life bespreekt Gould de fossielen die gevonden zijn in de Burgess Shale. Hij vindt daartussen vele volstrekt andere bouwplannen van organismen dan die tegenwoordig voorkomen. Zijn conclusie is dat als de evolutie nogmaals zou plaatsvinden, de kans zeer klein is dat de huidig voorkomende phyla weer zouden overleven: evolutie is onvoorspelbaar. In dat boek prijst hij Simon Conway Morris, die in de jaren 70 als promotieonderzoek de fossielen van de Burgess Shale classificeerde. Opmerkelijk genoeg publiceerde Conway Morris in 2003 het boek Life's Solution waarin hij stelt dat het leven vanwege convergente evolutie noodzakelijk evolueert tot levensvormen zoals wij die kennen.

## Werk (selectie)
- 1973, Ever since Darwin. Reflections in Natural History, (Ned. vert. Honderdvijftig jaar na Darwin. Houten, 1979)
- 1979, The spandrels of San Marco and the Panglossian paradigm: a critique of the adaptationist programme, wetenschappelijk artikel samen met Richard Lewontin.
- 1980, The Panda's Thumb. More Reflections in Natural History (Ned. vert. De duim van de Panda; over evolutie en ontwikkeling. Amsterdam/Antwerpen, 1993)
- 1985, The Flamingo's Smile
- 1989, Wonderful Life: The Burgess Shale and the Nature of History
- 1996, Death & Horses: two cases for the primacy of variation, Case One.
- 1996, Full House, the Spread of Excellence from Plato to Darwin (Ned. vert. De gok van de evolutie. Misvattingen over evolutie, vooruitgang en honkbal. Amsterdam/Antwerpen, 1996)
- 1996, The Mismeasure of Man (Ned. vert. De mens gemeten. De geschiedenis van de intelligentietest. Amsterdam/Antwerpen, 1996)
- 1998, Questioning the Millennium
- 1999, Rocks of Ages. Science and Religion in the Fullness of Life (Ned. vert. God en Darwin. Over de overeenkomst tussen religie en wetenschap. Amsterdam, 2000)
- 2002, The Structure of Evolutionary Theory